# Sockel NexGen
Der Sockel NexGen (auch „Sockel 463“) war der einzige Sockel für NexGen Nx586 Prozessoren. Der Nx586 war ein Konkurrenzentwurf zu Intels Pentium Prozessor, der zwar ein technisch fortschrittliches Design aufwies, aber aufgrund seines proprietären Systembus und Sockels sich nicht auf dem Markt durchsetzen konnte. Der Nx586 blieb der einzige Prozessor für den Sockel NexGen. Ein Nachfolgedesign (NexGen Nx686), kompatibel zum Intel Pentium Pro, wurde zwar entwickelt, aber nie bis zur Produktion gebracht.